# Antilochos
Antilochos (řecky Αντίλοχος, latinsky Antilochus) je v řecké mytologii synem Nestora, krále v Pylu.
Byl uznávaným přítelem Achillea a statečným bojovníkem achájských vojsk. Byl rychlý, obratný a neohroženě bojoval vždy v prvních řadách. Traduje se, že zabil nejméně deset proslavených protivníků.
Smrt si ho našla na pláni před Trójou, kdy v boji zachytil vlastním tělem oštěp, který vrhl na jeho otce Nestora etiopský král Memnón, spojenec Trójanů. Jeho popel smíchaný s Achilleovým a Patroklovým byl uložen do společné hrobky. Na ni pak byla navršena vysoká mohyla na věčnou památku.